# YafaRay

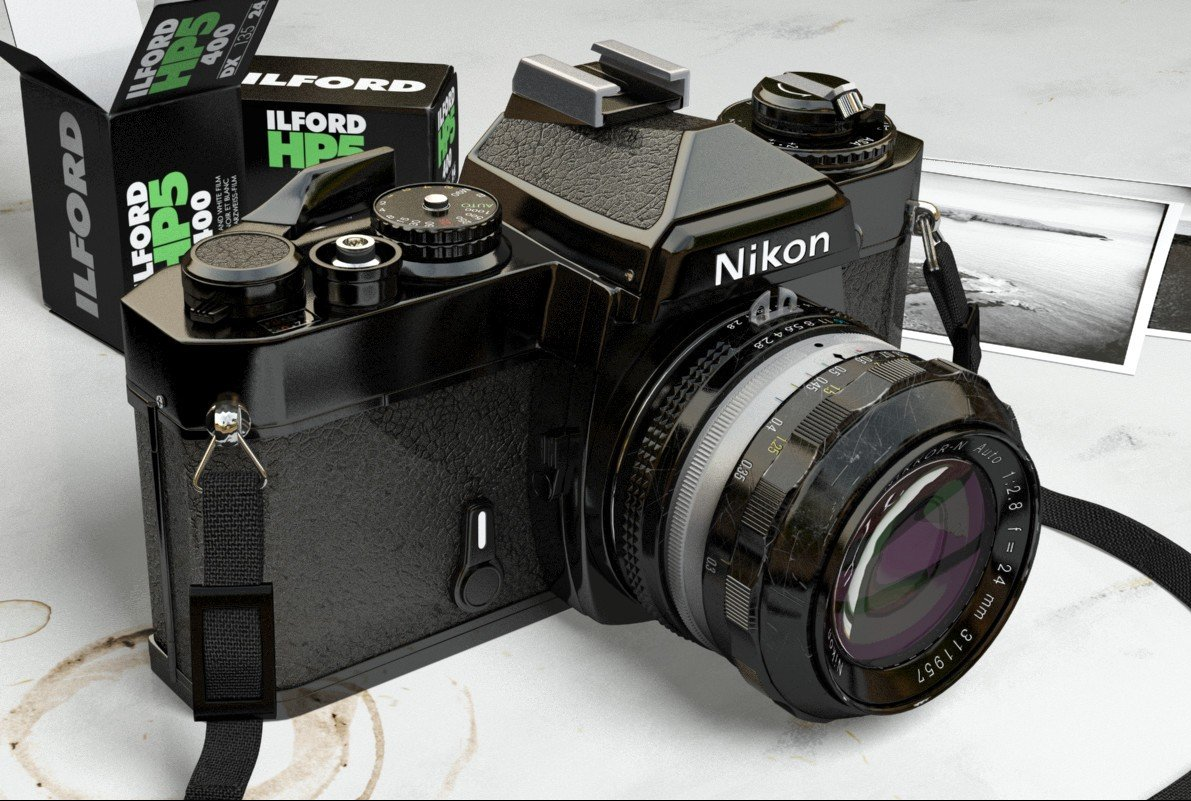
Erstellt mit Blender, gerendert mit YafRay

YafaRay (Yet Another Free Raytracer, früher YafRay) ist ein freier Raytracer, mit dem sich fotorealistische Bilder und Animationen erstellen lassen. YafaRay wird unter der GNU LGPL veröffentlicht.

## Entwicklung
Das Projekt Yafaray wurde 2001 unter dem damaligen Namen Yafray von einem Entwicklerteam um Alejandro Conty Estévez gegründet. Im Juli 2002 erschien ein erstes Release. Im August 2004 erschien Yafray erstmals als mitgeliefertes Plugin für Blender 2.34.
Etwa um diese Zeit wurde klar, dass umfangreiche Umstrukturierungen der Codebasis notwendig waren, um neue Features hinzufügen zu können. Die letzte Version mit dem Namen Yafray erschien im Sommer 2006 als Yafray 0.0.9.
Ab Dezember 2005 begann eine vollständige Neufassung von Mathias Wein. Um dies deutlich zu machen, wurde der Name geändert zu Yafaray – ohne das jemals begründet wurde, wofür der hinzugefügte Buchstabe a stehen würde. Die erste stabile Version des neuen Raytracers, YafaRay 0.1.0, erschien im Oktober 2008.
Die Weiterentwicklung wird kontinuierlich unter einem mittlerweile vollständig veränderten Team von Kernentwicklern betrieben.

## Unterstützte Technologien zum Rendern einer 3D-Szene
- globale Beleuchtung (global illumination)
- Photon Mapping
- Skydome-lighting
- Raytracing
- DoF (eng. Depth of Field – Tiefenunschärfe)
- Unterstützung von Multi-Prozessor-Systemen
- Integration in Cluster-Software (Mosix, openMosix)
- Volumetrische Beleuchtung

Durch die Unterstützung von Multi-Prozessor-Systemen, sowie Mosix/openMosix kann YafaRay ohne Probleme in einem entsprechend konfigurierten Rechnerverbund betrieben werden, mit dem zu erwartenden Geschwindigkeitsvorteil. Allerdings haben die Entwickler bewusst auf prozessorspezifische Optimierungen verzichtet, um die Portierung von YafaRay auf andere Architekturen zu erleichtern.

## Szenen-Entwurf und Dateiformat
YafaRay verwendet als Dateiformat XML und ist in das 3D-Programm Blender (bis zu Version 2.48a) integriert, kann aber auch als Kommandozeilen-Programm verwendet werden. Mit Blender erstellte Szenen können wahlweise mit dem internen Raytracer oder mit YafaRay gerendert werden. Dafür legt Blender eine temporäre XML-Datei im YafaRay-Format an und lässt diese dann von YafaRay rendern.
Es ist aber auch möglich Blender-Szenen in das von YafaRay unterstützte XML-Format zu konvertieren – entweder mit dem integrierten Exporter oder mit Python-Skripten, wie z. B. YaBlE (Yet Another Blender Exporter). Meistens ist es jedoch einfacher, die temporäre Datei zu verwenden.